# Alexander Alexandrowitsch Smyschljajew
Alexander Alexandrowitsch Smyschljajew (russisch Александр Александрович Смышляев; * 16. März 1987 in Lyswa) ist ein russischer Freestyle-Skier. Er ist auf die Buckelpisten-Disziplinen Moguls und Dual Moguls spezialisiert.

## Biografie
Smyschljajew debütierte am 18. Februar 2005 im Weltcup und fuhr dabei in Sauze d’Oulx auf Platz 33. Die ersten Weltcuppunkte gewann er acht Tage später mit Platz 10 in Voss. Er qualifizierte sich für die Olympischen Winterspiele 2006, wo er Dreizehnter wurde. Bei den Juniorenweltmeisterschaften 2006 und 2007 waren zwei fünfte Plätze seine besten Ergebnisse. Die erste Podestplatzierung im Weltcup gelang ihm am 31. Januar 2009 in Deer Valley, in derselben Saison folgte der Gewinn seines ersten russischen Meistertitels.
Im Winter 2009/10 rückte Smyschljajew mit zwei dritten Plätzen im Weltcup und einem zehnten Platz bei den Olympischen Winterspielen 2010 näher an die Weltspitze. In der Saison 2010/11 waren ein dritter Platz im Weltcup und ein fünfter Platz bei der Weltmeisterschaft 2011 die Bestergebnisse, während er in der Saison 2011/12 nicht über einen 12. Platz hinauskam. Im Weltcupwinter 2012/13 gelang ihm seine beste Platzierung, als er in Calgary den zweiten Platz belegte. Nach einem weiteren dritten Platz während der Saison 2013/14 gewann er bei den Olympischen Winterspielen 2014 in Sotschi die Bronzemedaille. Am 15. März 2014 gelang Smyschljajew in Voss der bislang einzige Weltcupsieg.
Im Weltcup der Saison 2014/15 stand Smyschljajew viermal auf dem Podest. Bei der Weltmeisterschaft 2015 gewann er die Bronzemedaille im Moguls-Wettbewerb. Im Winter 2015/16 erzielte er vier Top-10-Ergebnisse im Weltcup. Hingegen musste er die gesamte Saison 2016/17 verletzungsbedingt pausieren.

## Erfolge

### Olympische Spiele
- Turin 2006: 13. Moguls
- Vancouver 2010: 10. Moguls
- Sotschi 2014: 3. Moguls
- Pyeongchang 2018: 15. Moguls

### Weltmeisterschaften
- Inawashiro 2009: 17. Dual Moguls, 46. Moguls
- Deer Valley 2011: 5. Moguls, 10. Dual Moguls
- Voss 2013: 11. Dual Moguls, 13. Moguls
- Kreischberg 2015: 3. Moguls, 8. Dual Moguls

### Weltcupwertungen
| Saison  | Gesamt | Gesamt | Moguls | Moguls |
| Saison  | Platz  | Punkte | Platz  | Punkte |
| ------- | ------ | ------ | ------ | ------ |
| 2004/05 | 130.   | 2      | 45.    | 26     |
| 2005/06 | 139.   | 3      | 43.    | 38     |
| 2007/08 | 94.    | 8      | 30.    | 78     |
| 2008/09 | 20.    | 31     | 6.     | 276    |
| 2009/10 | 22.    | 26     | 8.     | 263    |
| 2010/11 | 24.    | 28     | 6.     | 312    |
| 2011/12 | 92.    | 9      | 24.    | 118    |
| 2012/13 | 40.    | 24     | 9.     | 287    |
| 2013/14 | 15.    | 38     | 5.     | 419    |
| 2014/15 | 7.     | 48     | 2.     | 430    |
| 2015/16 | 22.    | 32,63  | 6.     | 261    |

### Weltcupsiege
Smyschljajew errang im Weltcup bisher 11 Podestplätze, davon 1 Sieg:
| Datum         | Ort  | Land     | Disziplin |
| ------------- | ---- | -------- | --------- |
| 15. März 2014 | Voss | Norwegen | Moguls    |

### Juniorenweltmeisterschaften
- Krasnoe Ozero 2006: 5. Moguls, 6. Dual Moguls
- Airolo 2007: 5. Moguls, 8. Dual Moguls

### Weitere Erfolge
- 9 russische Meistertitel
  - Moguls: 2009, 2010, 2014, 2015, 2016
  - Dual Moguls: 2010, 2011, 2014, 2015
- 10 Podestplätze im Europacup, davon 7 Siege
- 3 Podestplätze im Australian New Zealand Cup, davon 1 Sieg